# Isoetes cubana
Isoetes cubana là một loài dương xỉ trong họ Isoetaceae. Loài này được Engelm. ex Baker mô tả khoa học đầu tiên năm 1880.